# Varennes (Haute-Garonne)
Pour les articles homonymes, voir Varennes.
Varennes est une commune française située dans le nord-est du département de la Haute-Garonne, en région Occitanie.
Sur le plan historique et culturel, la commune est dans le Lauragais, l'ancien « Pays de Cocagne », lié à la fois à la culture du pastel et à l’abondance des productions, et de « grenier à blé du Languedoc ». Exposée à un climat océanique altéré, elle est drainée par le ruisseau de Visenc et par divers autres petits cours d'eau.
Varennes est une commune rurale qui compte 256 habitants en 2022, après avoir connu une forte hausse de la population depuis 1968. Elle fait partie de l'aire d'attraction de Toulouse. Ses habitants sont appelés les Varennais et Varennaises.
Enregistrée sous le nom de Varennes par l'INSEE et le code postal, le nom historique de la commune est Les Varennes. Ce nom apparaît sur les plaques d'entrée et sortie de village.

## Géographie

### Localisation
La commune de Varennes se trouve dans le département de la Haute-Garonne, en région Occitanie.
Elle se situe à 24 km à vol d'oiseau de Toulouse, préfecture du département, et à 11 km d'Escalquens, bureau centralisateur du canton d'Escalquens dont dépend la commune depuis 2015 pour les élections départementales.
La commune fait en outre partie du bassin de vie de Caraman.
Les communes les plus proches sont : 
Mourvilles-Basses (1,6 km), Labastide-Beauvoir (1,9 km), Mauremont (2,3 km), Caragoudes (2,7 km), Saint-Germier (3,7 km), Tarabel (4,0 km), Trébons-sur-la-Grasse (4,1 km), Toutens (4,6 km).
Sur le plan historique et culturel, Varennes fait partie du pays toulousain, une ceinture de plaines fertiles entrecoupées de bosquets d'arbres, aux molles collines semées de fermes en briques roses, inéluctablement grignotée par l'urbanisme des banlieues.
Varennes est limitrophe de cinq autres communes.
Les communes limitrophes sont  Labastide-Beauvoir, Mauremont, Mourvilles-Basses, Saint-Germier et Trébons-sur-la-Grasse.
|                    | Mourvilles-Basses |                       |
| Labastide-Beauvoir | Varennes          | Saint-Germier         |
|                    | Mauremont         | Trébons-sur-la-Grasse |

### Géologie et relief
La superficie de la commune est de 461 hectares ; son altitude varie de 196  à   273 mètres.

### Hydrographie

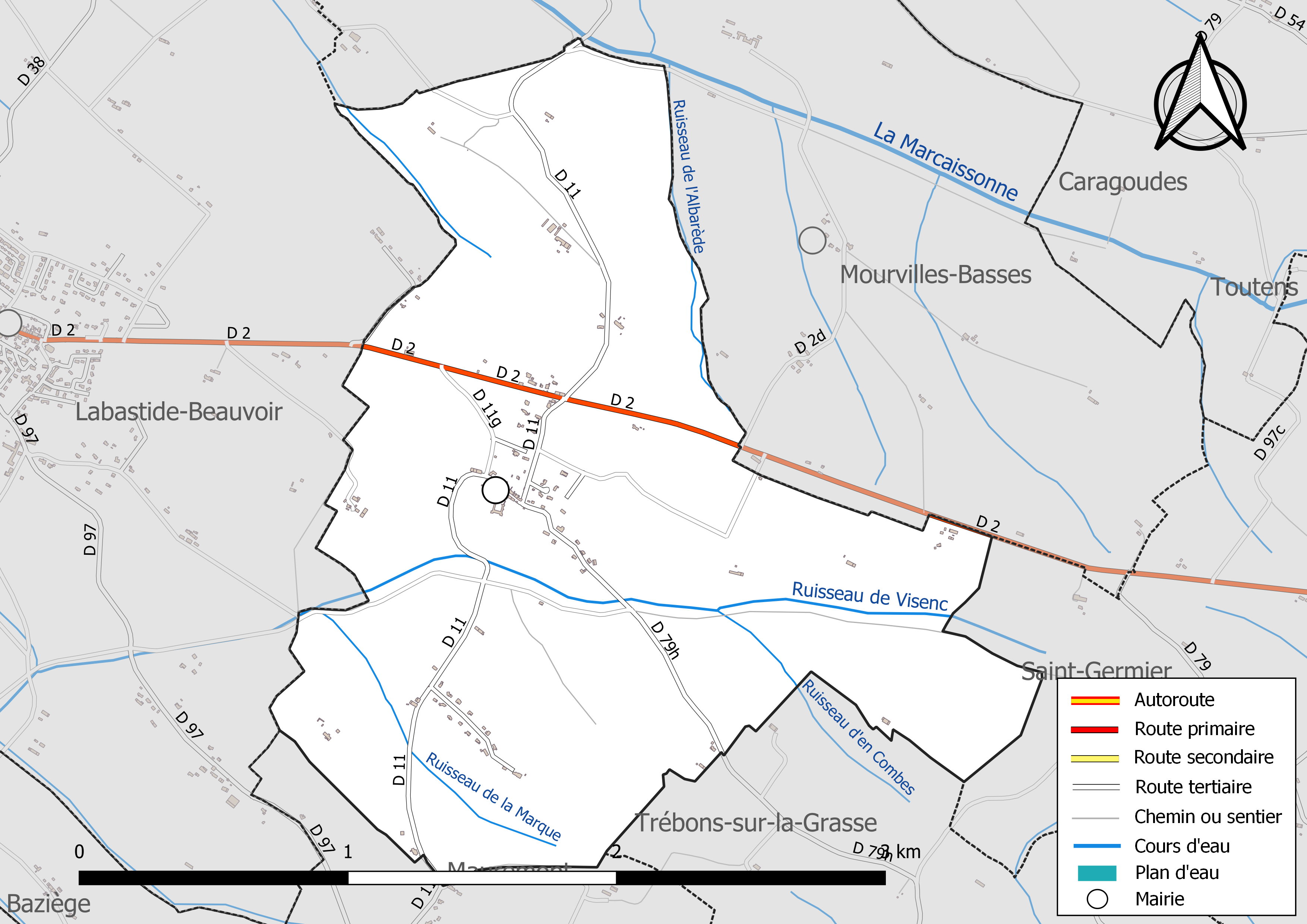
Réseaux hydrographique et routier de Varennes.

La commune est dans le bassin de la Garonne, au sein du bassin hydrographique Adour-Garonne. Elle est drainée par le ruisseau de Visenc, le ruisseau de l'Albarède, le ruisseau de la Marque, le ruisseau d'en Combes et par un petit cours d'eau, constituant un réseau hydrographique de 5 km de longueur totale,.

### Climat
Pour des articles plus généraux, voir Climat de l'Occitanie et Climat de la Haute-Garonne.
En 2010, le climat de la commune est de type climat du Bassin du Sud-Ouest, selon une étude s'appuyant sur une série de données couvrant la période 1971-2000. En 2020, Météo-France publie une typologie des climats de la France métropolitaine dans laquelle la commune est exposée à un climat océanique altéré et est dans la région climatique Aquitaine, Gascogne, caractérisée par une pluviométrie abondante au printemps, modérée en automne, un faible ensoleillement au printemps, un été chaud (19,5 °C), des vents faibles, des brouillards fréquents en automne et en hiver et des orages fréquents en été (15 à 20 jours).
Pour la période 1971-2000, la température annuelle moyenne est de 12,9 °C, avec une amplitude thermique annuelle de 15,6 °C. Le cumul annuel moyen de précipitations est de 771 mm, avec 10,3 jours de précipitations en janvier et 5,5 jours en juillet. Pour la période 1991-2020, la température moyenne annuelle observée sur la station météorologique la plus proche, située sur la commune de Ségreville à 5 km à vol d'oiseau, est de 13,4 °C et le cumul annuel moyen de précipitations est de 747,6 mm,. Pour l'avenir, les paramètres climatiques de la commune estimés pour 2050 selon différents scénarios d'émission de gaz à effet de serre sont consultables sur un site dédié publié par Météo-France en novembre 2022.

### Milieux naturels et biodiversité
Aucun espace naturel présentant un intérêt patrimonial n'est recensé sur la commune dans l'inventaire national du patrimoine naturel,,.

## Urbanisme

### Typologie
Au 1er janvier 2024, Varennes est catégorisée commune rurale à habitat dispersé, selon la nouvelle grille communale de densité à sept niveaux définie par l'Insee en 2022.
Elle est située hors unité urbaine. Par ailleurs la commune fait partie de l'aire d'attraction de Toulouse, dont elle est une commune de la couronne,. Cette aire, qui regroupe 527 communes, est catégorisée dans les aires de 700 000 habitants ou plus (hors Paris),.

### Occupation des sols
L'occupation des sols de la commune, telle qu'elle ressort de la base de données européenne d’occupation biophysique des sols Corine Land Cover (CLC), est marquée par l'importance des territoires agricoles (100 % en 2018), une proportion identique à celle de 1990 (100 %). La répartition détaillée en 2018 est la suivante : 
terres arables (76,9 %), zones agricoles hétérogènes (23,1 %). L'évolution de l’occupation des sols de la commune et de ses infrastructures peut être observée sur les différentes représentations cartographiques du territoire : la carte de Cassini (XVIIIe siècle), la carte d'état-major (1820-1866) et les cartes ou photos aériennes de l'IGN pour la période actuelle (1950 à aujourd'hui).

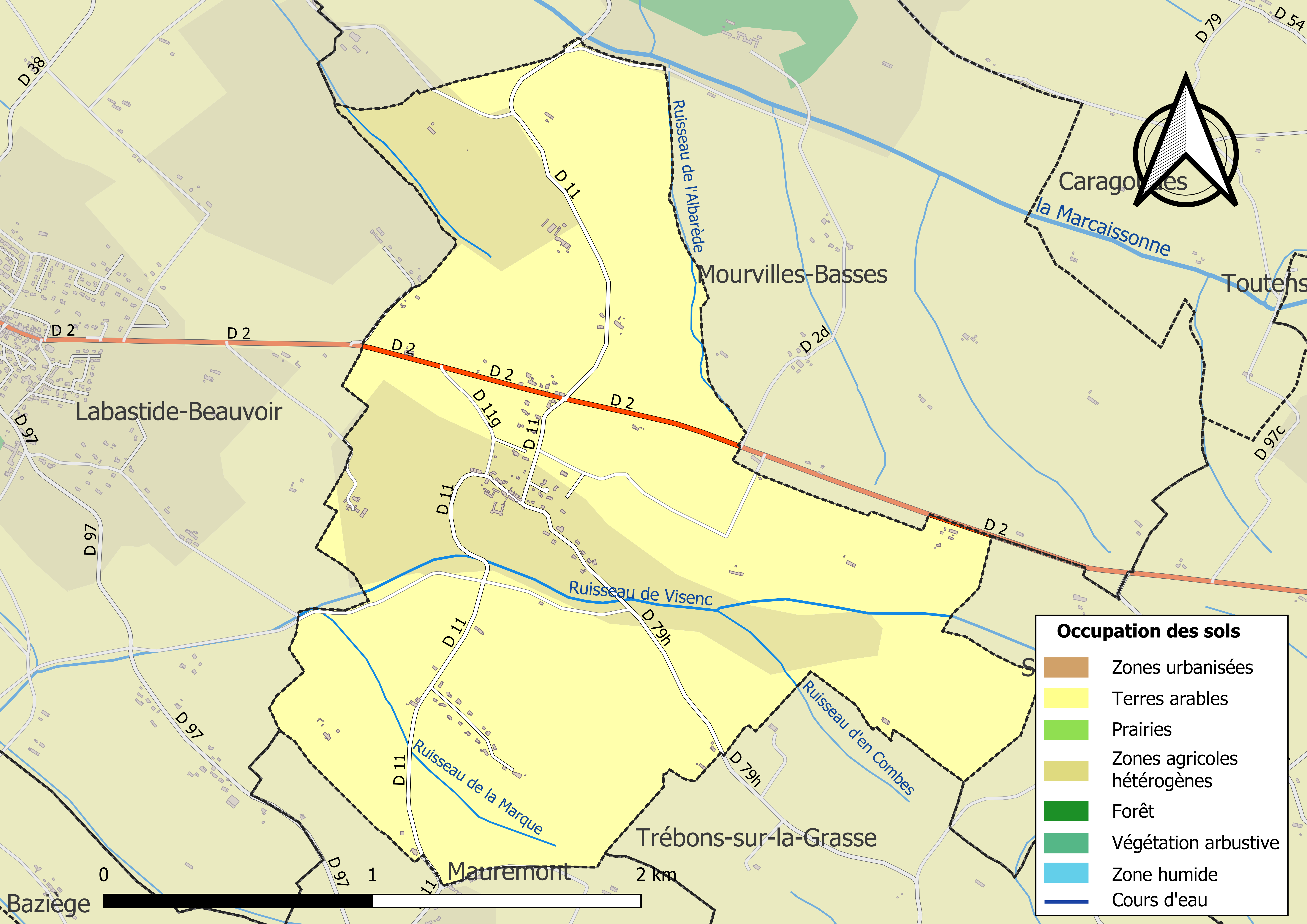
Carte des infrastructures et de l'occupation des sols de la commune en 2018 (CLC).

### Voies de communication et transports
La ligne 201 du réseau Tisséo relie la commune au quartier Malepère de Toulouse, en correspondance avec le BHNS Linéo L7 vers le centre-ville de Toulouse, et la ligne 357 du réseau Arc-en-Ciel relie la commune à la gare routière de Toulouse depuis Revel.

### Risques majeurs
Le territoire de la commune de Varennes est vulnérable à différents aléas naturels : météorologiques (tempête, orage, neige, grand froid, canicule ou sécheresse), inondations et séisme (sismicité très faible). Un site publié par le BRGM permet d'évaluer simplement et rapidement les risques d'un bien localisé soit par son adresse soit par le numéro de sa parcelle.
Certaines parties du territoire communal sont susceptibles d’être affectées par le risque d’inondation par débordement de cours d'eau, notamment La commune a été reconnue en état de catastrophe naturelle au titre des dommages causés par les inondations et coulées de boue survenues en 1982, 1996, 1999 et 2009,.

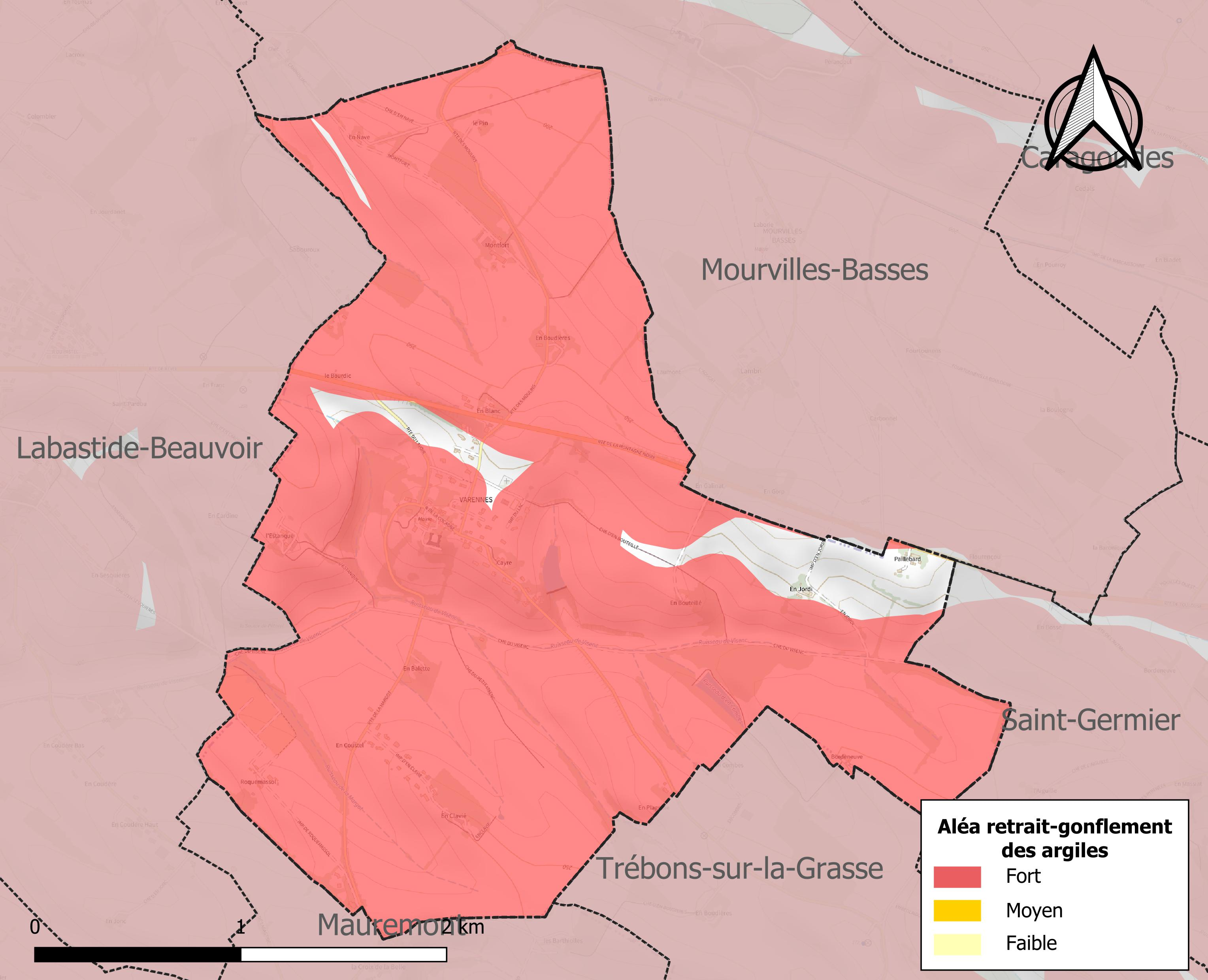
Carte des zones d'aléa retrait-gonflement des sols argileux de Varennes.

Le retrait-gonflement des sols argileux est susceptible d'engendrer des dommages importants aux bâtiments en cas d’alternance de périodes de sécheresse et de pluie. 94 % de la superficie communale est en aléa moyen ou fort (88,8 % au niveau départemental et 48,5 % au niveau national). Sur les 110 bâtiments dénombrés sur la commune en 2019, 101 sont en aléa moyen ou fort, soit 92 %, à comparer aux 98 % au niveau départemental et 54 % au niveau national. Une cartographie de l'exposition du territoire national au retrait gonflement des sols argileux est disponible sur le site du BRGM,.
Par ailleurs, afin de mieux appréhender le risque d’affaissement de terrain, l'inventaire national des cavités souterraines permet de localiser celles situées sur la commune.
Concernant les mouvements de terrains, la commune a été reconnue en état de catastrophe naturelle au titre des dommages causés par la sécheresse en 2003, 2011, 2012 et 2016 et par des mouvements de terrain en 1999.

## Toponymie
Le toponyme Varennes est issu du gaulois varrenna, dérivé du gaulois hypothétique *varros « poteau », d'où varenne (occitan varenna). Il s'agit du même terme que le français garenne, mais sans l'influence du germanique sur la consonne initiale v cf. occitan vesc « gui », français gui de même étymologie.

## Histoire

### Ancien Régime
La terre des Varennes, baronnie qui dépendait du comte de Foix, a été confisquée en 1398 par Charles VI, roi de France, sur Arnaud de Château-Verdun, à l'occasion de la succession de Gaston Fébus, comte de Foix, après le décès de Mathieu de Castelbon, comte de Foix, vicomte de Béarn, époux de Jeanne, infante d’Aragon, qui n'avait pas laissé de dispositions testamentaires (1391). Le fils unique de Gaston Fébus avait été tué accidentellement par son père dans un accès de colère.
Les Varennes à cette époque étaient administrées par un bailli et trois consuls, dont un noble, avec des annexes dont Mourvilles-Basses, Saint-Germier, une partie de Mauremont et Esquille dans Trébons. Esquille était une petite commune située entre Mauremont, Saint-Germier et les Varennes. Arrivés aux Varennes, les deux agents du roi sont obligés de s'adresser au bayle du village qui représentait le seigneur, faute de n'avoir pu rencontrer les consuls qui étaient allés assister à une noce à Mourville. Ils destituèrent le bayle en tant que représentant d'Arnaud de Château-Verdun, et le nommèrent représentant du roi. En signe de prise de possession au nom du roi, après avoir adressé un inventaire des biens d'Arnaud, ils firent clouer une fleur de lys sur la porte de la maison du seigneur appelée fortulatum.
C'est le 26 février 1398 que la terre des Varennes fut donnée à Pierre de Puybusque qui avait joué dans l'affaire de la succession de Foix un rôle important, et qui avait déjà Maurémont.
En 1521 François de Saint-Félix épousa Antoinette de Puybusque qui lui apporta en dot diverses terres dont les Varennes.

En 1582, son petit-fils, Claude, fit construire le château actuel, probablement à l'emplacement du fortulatum dont il est parlé en 1398, sur les plans et devis de Dominique Bachelier, fils de l'architecte Nicolas Bachelier.
À cette époque en effet, le Lauragais est appelé Pays de Cocagne en raison de la richesse apportée par le pastel. Le château des Varennes est l'un des célèbres châteaux du pastel en Lauragais. La richesse apportée par cette plante lui vaut aussi l'un des premiers impôts sur la fortune à l'occasion de l'attribution d'office de ses armoiries par d'Hozier à la suite de l'édit de 1696, à moins que ce soit l'effet de la richesse apportée par le froment.
À la suite de l'achèvement de la construction du canal du Midi en 1681, une nouvelle richesse bénéficie en effet au village. Au XVIIIe siècle le château devient l'un des châteaux du froment. Il est alors modifié par la construction d'une cour en fer à cheval ; dans cette cour, une centaine d'anneaux en fer servent à attacher les chevaux lors des foires. Côté sud, le château des Varennes s'ouvre sur un parc de trois hectares avec une belle vue sur les coteaux du Lauragais et au loin la chaîne des Pyrénées.
Le château des Varennes est resté dans la famille des Saint-Félix jusqu'au XVIIIe siècle, puis toujours dans la même famille par descendance féminine jusqu'à aujourd'hui, où 23 générations de la même famille se sont succédé. La famille vit dans une partie du château et certaines chambres d'hôtes sont disponibles.

### XIXesiècle
En 1845, la commune des Varennes fut adjointe à la commune de Trébons comme ne pouvant se suffire à elle-même.

## Héraldique
| Varennes | Son blasonnement est : Échiqueté d'azur et d'or. Les armes des Varennes ont été attribuées par d'Hozier en 1696. |

## Politique et administration

### Administration municipale
Le nombre d'habitants au recensement de 2017 étant compris entre 100 habitants et 499 habitants, le nombre de membres du conseil municipal pour l'élection de 2020 est de onze,.

### Rattachements administratifs et électoraux
Commune faisant partie de la dixième circonscription de la Haute-Garonne, du Sicoval et du canton d'Escalquens (avant le redécoupage départemental de 2014, Varennes faisait partie de l'ex-canton de Montgiscard).

### Liste des maires

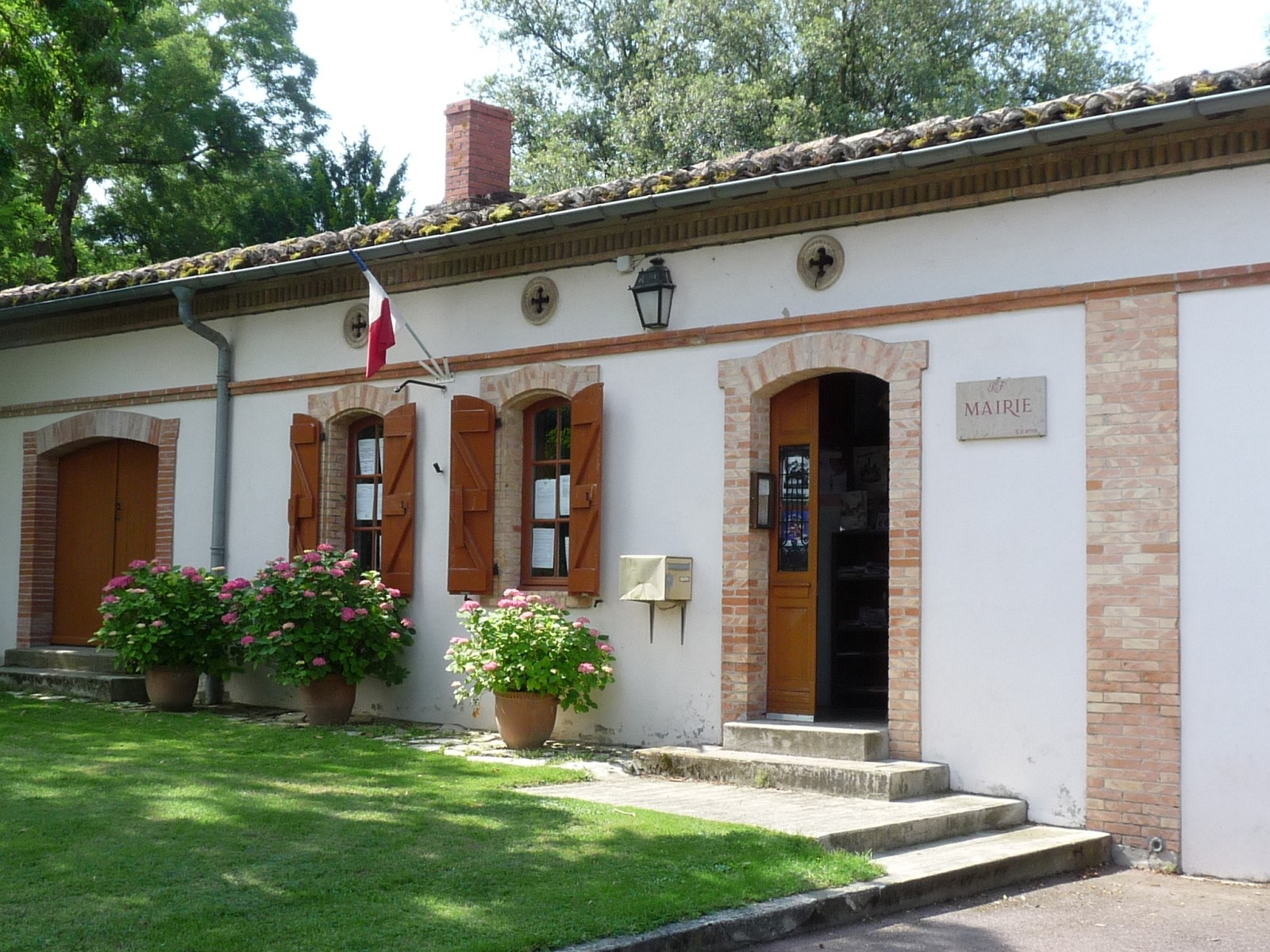
La mairie

| Période                                  | Période      | Identité            | Étiquette | Qualité  |
| ---------------------------------------- | ------------ | ------------------- | --------- | -------- |
| Les données manquantes sont à compléter. |              |                     |           |          |
| avant 1981                               | ?            | Emmeline de Villèle |           |          |
| mars 2001                                | mars 2008    | Luis Larios         | SE        |          |
| mars 2008                                | octobre 2018 | Yves Mugnier        | DVG       | Retraité |
| décembre 2018                            | En cours     | Philippe Goux       |           | Retraité |
| Les données manquantes sont à compléter. |              |                     |           |          |

## Démographie
L'évolution du nombre d'habitants est connue à travers les recensements de la population effectués dans la commune depuis 1793. Pour les communes de moins de 10 000 habitants, une enquête de recensement portant sur toute la population est réalisée tous les cinq ans, les populations de référence des années intermédiaires étant quant à elles estimées par interpolation ou extrapolation. Pour la commune, le premier recensement exhaustif entrant dans le cadre du nouveau dispositif a été réalisé en 2006.

En 2022, la commune comptait 256 habitants, en évolution de −4,48 % par rapport à 2016 (Haute-Garonne : +8,02 %, France hors Mayotte : +2,11 %).
| 1793 | 1800 | 1806 | 1821 | 1831 | 1836 | 1841 | 1846 | 1851 |
| ---- | ---- | ---- | ---- | ---- | ---- | ---- | ---- | ---- |
| 198  | 205  | 267  | 210  | 273  | 233  | 314  | 305  | 299  |

| 1856 | 1861 | 1866 | 1872 | 1876 | 1881 | 1886 | 1891 | 1896 |
| ---- | ---- | ---- | ---- | ---- | ---- | ---- | ---- | ---- |
| 287  | 271  | 236  | 239  | 224  | 194  | 198  | 200  | 201  |

| 1901 | 1906 | 1911 | 1921 | 1926 | 1931 | 1936 | 1946 | 1954 |
| ---- | ---- | ---- | ---- | ---- | ---- | ---- | ---- | ---- |
| 180  | 163  | 159  | 133  | 140  | 117  | 122  | 125  | 118  |

| 1962 | 1968 | 1975 | 1982 | 1990 | 1999 | 2006 | 2011 | 2016 |
| ---- | ---- | ---- | ---- | ---- | ---- | ---- | ---- | ---- |
| 109  | 93   | 117  | 125  | 156  | 198  | 247  | 256  | 268  |

| 2021 | 2022 | - | - | - | - | - | - | - |
| ---- | ---- | - | - | - | - | - | - | - |
| 261  | 256  | - | - | - | - | - | - | - |

| selon la population municipale des années : | 1968 | 1975 | 1982 | 1990 | 1999 | 2006 | 2009 | 2013 |
| Rang de la commune dans le département      | 435  | 421  | 417  | 391  | 340  | 338  | 339  | 342  |
| Nombre de communes du département           | 592  | 582  | 586  | 588  | 588  | 588  | 589  | 589  |

## Économie

### Revenus
En 2018  (données Insee publiées en septembre 2021), la commune compte 99 ménages fiscaux, regroupant 251 personnes. La médiane du revenu disponible par unité de consommation est de 25 860 € (23 140 € dans le département).

### Emploi
|                | 2008  | 2013  | 2018  |
| -------------- | ----- | ----- | ----- |
| Commune        | 5,3 % | 3,4 % | 5,1 % |
| Département    | 7,7 % | 9,6 % | 9,3 % |
| France entière | 8,3 % | 10 %  | 10 %  |

En 2018, la population âgée de 15 à 64 ans s'élève à 181 personnes, parmi lesquelles on compte 77,5 % d'actifs (72,5 % ayant un emploi et 5,1 % de chômeurs) et 22,5 % d'inactifs,. Depuis 2008, le taux de chômage communal (au sens du recensement) des 15-64 ans est inférieur à celui de la France et du département.
La commune fait partie de la couronne de l'aire d'attraction de Toulouse, du fait qu'au moins 15 % des actifs travaillent dans le pôle,. Elle compte 34 emplois en 2018, contre 31 en 2013 et 31 en 2008. Le nombre d'actifs ayant un emploi résidant dans la commune est de 134, soit un indicateur de concentration d'emploi de 25,2 % et un taux d'activité parmi les 15 ans ou plus de 65,6 %.
Sur ces 134 actifs de 15 ans ou plus ayant un emploi, 20 travaillent dans la commune, soit 15 % des habitants. Pour se rendre au travail, 87,1 % des habitants utilisent un véhicule personnel ou de fonction à quatre roues, 6,1 % les transports en commun, 3 % s'y rendent en deux-roues, à vélo ou à pied et 3,8 % n'ont pas besoin de transport (travail au domicile).

### Activités
19 établissements sont implantés  à Varennes au 31 décembre 2019.
Le secteur des activités spécialisées, scientifiques et techniques et des activités de services administratifs et de soutien est prépondérant sur la commune puisqu'il représente 31,6 % du nombre total d'établissements de la commune (6 sur les 19 entreprises implantées  à Varennes), contre 19,8 % au niveau départemental.
Aucune exploitation agricole ayant son siège dans la commune n'est recensée lors du recensement agricole de 2020 (onze en 1988),.

## Équipements, services et vie locale

### Enseignement
Varennes fait partie de l'académie de Toulouse.
Scolarité : les enfants du primaire sont scolarisés sur le regroupement pédagogique intercommunal (RPI). Les communes de Cessales, Trébons-sur-la-Grasse, Mauremont et Les Varennes accueillent les enfants selon leur classe. Les élèves du collège sont scolarisés à Villefranche-de-Lauragais.

### Écologie et recyclage
La collecte et le traitement des déchets des ménages et des déchets assimilés ainsi que la protection et la mise en valeur de l'environnement se font dans le cadre du Sicoval.
Transports
Le village de Varennes est desservi par la ligne de bus 201 de Tisséo, offrant un service régulier vers Toulouse tout au long de la journée du lundi au vendredi.

## Culture locale et patrimoine

### Lieux et monuments
- Château du XVIe siècle par Dominique Bachelier, remanié au XVIIIe siècle par l'ajout d'une cour en fer à cheval.
- Église Saint-Jean-Baptiste du XVIIIe siècle, avec son clocher-mur.
- Monument aux morts.

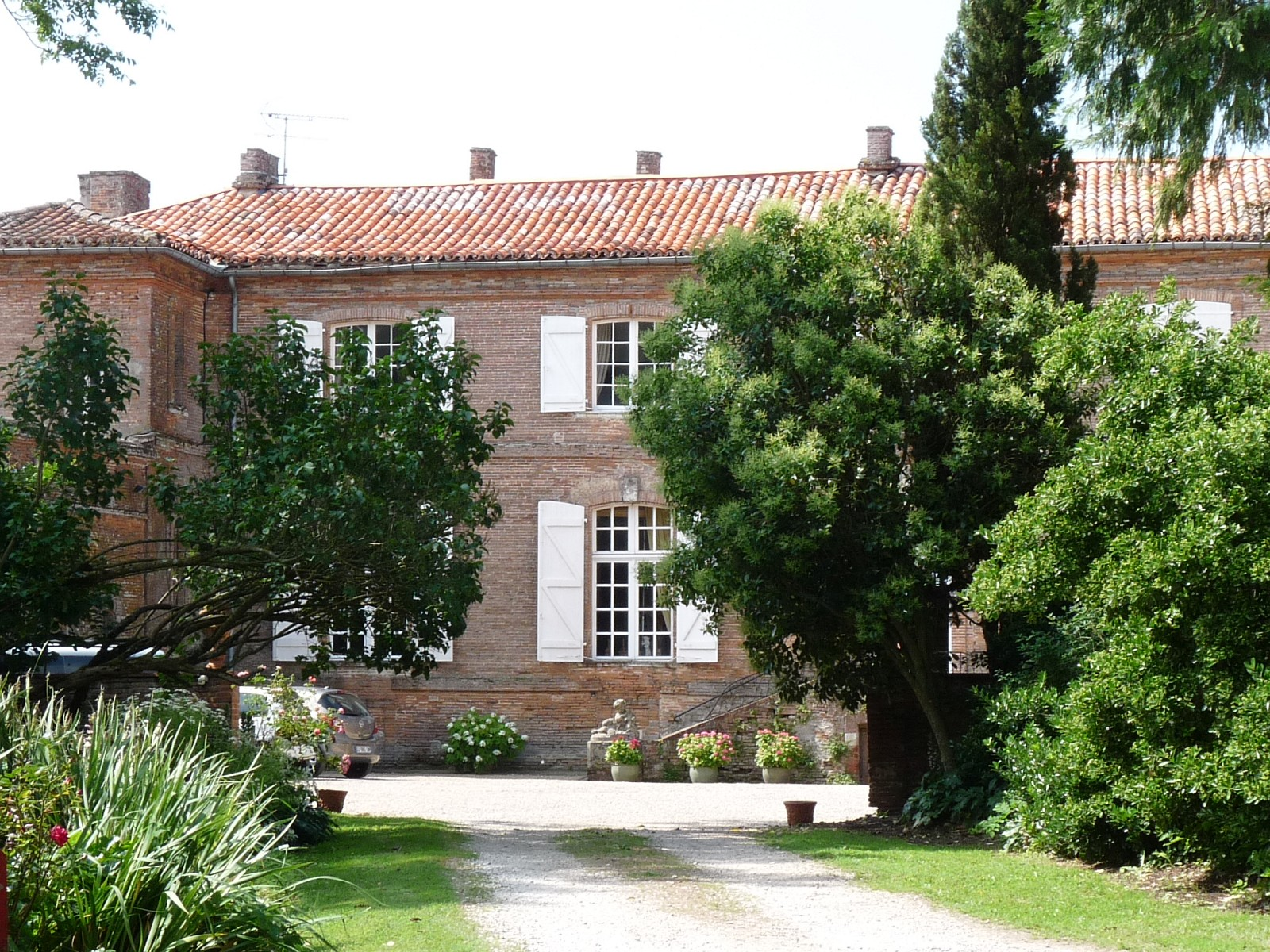
Le château
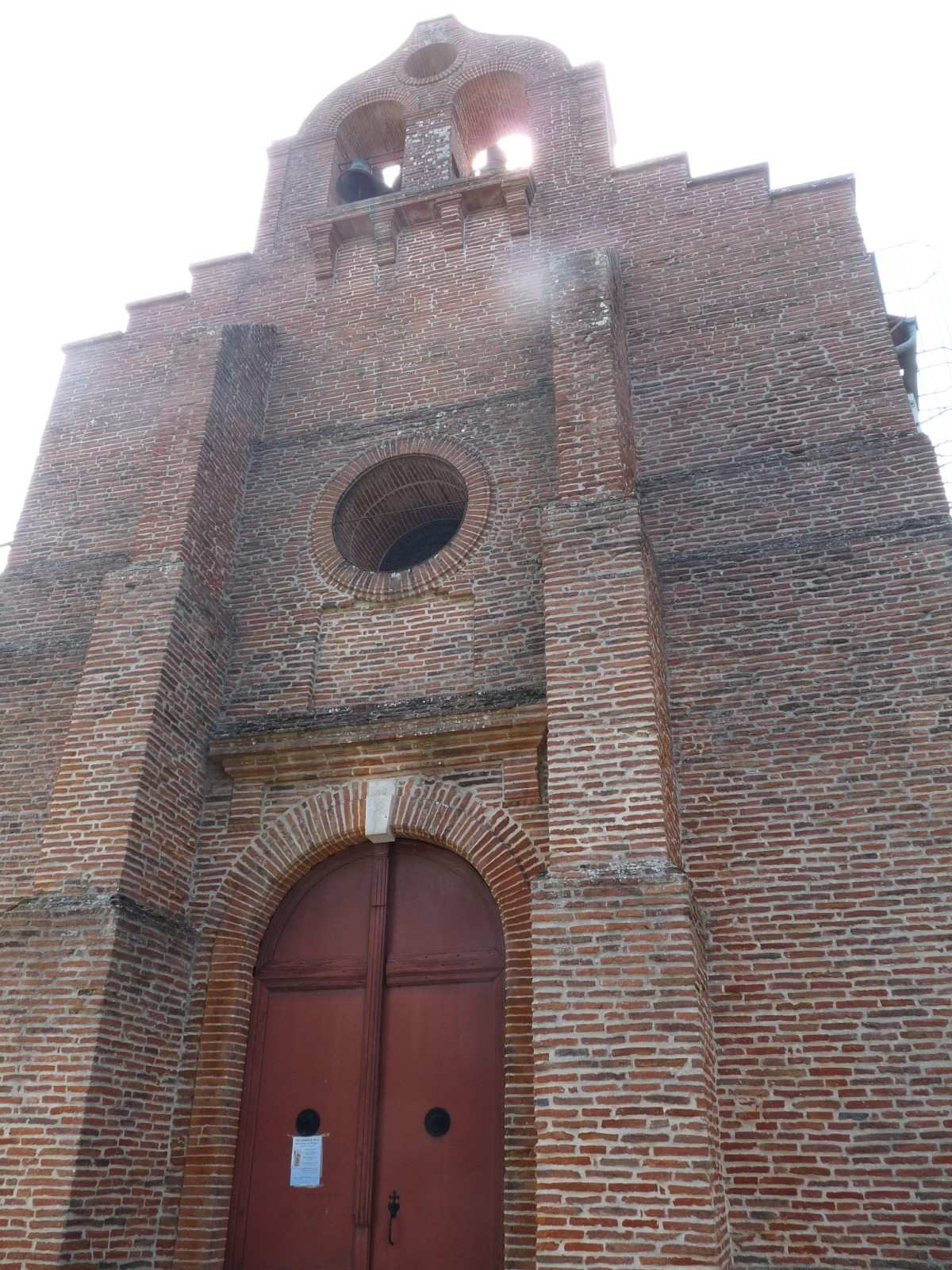
L'église Saint-Jean-Baptiste
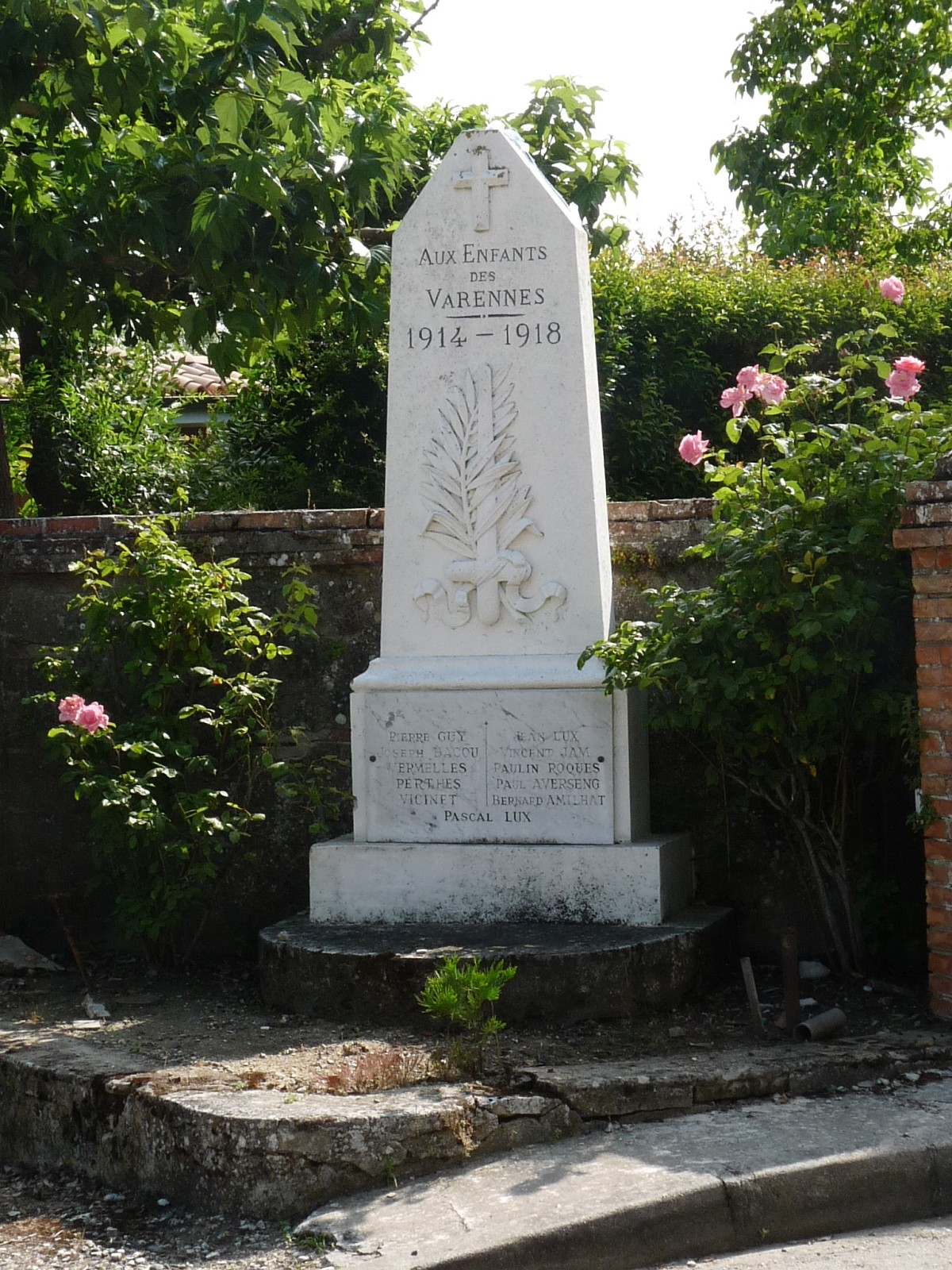
Monument aux morts 1914-1918
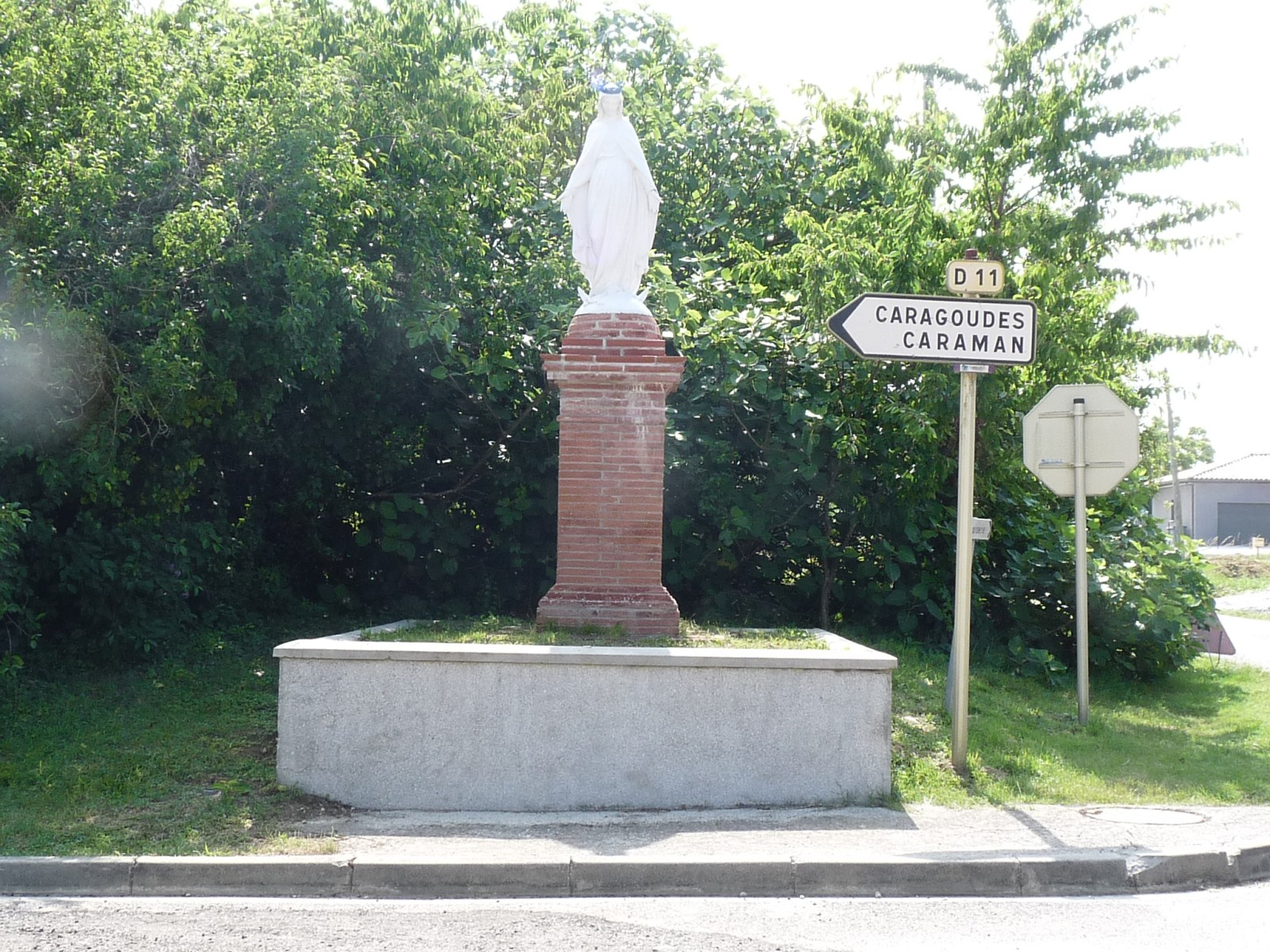
Statue de l'Immaculée conception

### Personnalités liées à la commune
- Première moitié du XIXe siècle : (Jean-Baptiste) Joseph de Villèle, maire et député de Toulouse, puis ministre et président du Conseil sous Louis XVIII et Charles X.

## Pour approfondir